# Sân bay quốc tế Pittsburgh
Sân bay quốc tế Pittsburgh (mã sân bay IATA: thuế TNCN, mã sân bay ICAO: KPIT, LID FAA: PIT), trước đây là sân bay Đại Pittsburgh sân bay, sân bay quốc tế Đại Pittsburgh và thường được gọi là Pittsburgh International, là một sân bay hỗn hợp quân sự dân dụng quốc tế doanh nằm ở ngoại ô Pittsburgh ở thị trấn Findlay, khoảng 20 dặm (30 km) về phía tây của trung tâm thành phố Pittsburgh tại Exit 53 của I-376 và Terminus phía Bắc của PA Turnpike 576 (Future I-576). 
Sân bay này là trung tâm khu vực hàng đầu và là cửa ngõ đi Mexico và Hawaii của hãng đóng ở Tempe US Airways và thành phố lớn thứ ba tập trung cho hãng hàng không Southwest. US Airways và Tây Nam là hai hãng hàng không lớn nhất của sân bay này. 
Năm 2010, sân bay này đã phục vụ 8,1 triệu lượt khách.